# Maputo (rijeka)
Maputo (por. Rio Maputo), također zvana Veliki Usutu, Lusutfu ili Suthu, rijeka je u Južnoj Africi, Esvatiniju i Mozambiku. Ime Suthu odnosi se na narod Basotho koji je živio u blizini izvora rijeke, ali su ih napali i raselili Svazijci. Također se kaže da znači 'tamno smeđa', što je opis mutne vode rijeke.

## Tečaj
Rijeka izvire u blizini Amsterdama, Mpumalanga, Južna Afrika, i teče istočno kroz Esvatini, gdje ulazi u gorje Lebombo. Klanac dug 13 km čini granicu između Esvatinija i Južne Afrike. U dužini od otprilike dvadesetak kilometara čini granicu između Južne Afrike (pokrajina KwaZulu-Natal) i Mozambika. Tamo, u rezervatu divljači Ndumo, prima svoju najveću pritoku, rijeku Pongolu. Zatim vijuga kroz mozambičku obalnu ravnicu i ulijeva se u južni dio zaljeva Maputo.
U Esvatiniju se rijeka zove Veliki Usutu ili Lusutfu i teče kroz gradove Bhunya, Luyengo, Siphofaneni i Big Bend. Grad Big Bend nalazi se blizu točke u kojoj rijeka naglo vijuga. Veliki Usutu je najveća rijeka u Esvatiniju, to je mjesto gdje se nalazi najniža točka Esvatinija (21 m nadmorske visine) i poznata je po raftingu. Na njegovim obalama zbog dubokih uskih dolina i gustih šuma nisu se uspjeli formirati veliki gradovi. To je, međutim, dom nekih golf terena, hotela i prirodnih rezervata.

## Pritoci
Od izvora do ušća, redom, pritoke su: Sihanahana, Bonnie Brook, Mpuluzi, Buhlungu, Umvenvane, Lusushwana, Sidvokodvo, Mkhondvo, Mhlamani, Mzimneni, Mzimphofu, Mhlathuzane, Mtsindzekwa, Nyetane, Funuane i Pongola.

## Brane
- Brana Westoe
- Brana Lubovane

## Vanjske poveznice
|  | Zajednički poslužitelj ima još gradiva o temi Maputo (rijeka) |

- Maputo River Basin - SADC Water Sector ICP Collaboration Portal